# Боггс Тауншип (округ Армстронг, Пенсільванія)
Боггс Тауншип (англ. Boggs Township) — селище (англ. township) в США, в окрузі Армстронг штату Пенсільванія. Населення — 817 осіб (2020).

## Демографія
Згідно з переписом 2010 року, у селищі мешкало 936 осіб у 347 домогосподарствах у складі 263 родин. Було 399 помешкань
Расовий склад населення:
| - 97,9 % — білих - 1,4 % — чорних або афроамериканців - 0,2 % — азіатів |

До двох чи більше рас належало 0,3 %. Частка іспаномовних становила 0,3 % від усіх жителів.
За віковим діапазоном населення розподілялося таким чином: 24,0 % — особи молодші 18 років, 62,0 % — особи у віці 18—64 років, 14,0 % — особи у віці 65 років та старші. Медіана віку мешканця становила 43,1 року. На 100 осіб жіночої статі у селищі припадало 98,7 чоловіків;  на 100 жінок у віці від 18 років та старших — 103,1 чоловіків також старших 18 років.
Середній дохід на одне домашнє господарство  становив 63 602 долари США (медіана — 49 688), а середній дохід на одну сім'ю — 65 274 долари (медіана — 53 750). Медіана доходів становила 44 688 доларів для чоловіків та 27 266 доларів для жінок. За межею бідності перебувало 6,5 % осіб, у тому числі 2,8 % дітей у віці до 18 років та 6,2 % осіб у віці 65 років та старших.
Цивільне працевлаштоване населення становило 354 особи. Основні галузі зайнятості: освіта, охорона здоров'я та соціальна допомога — 21,5 %, виробництво — 12,7 %, будівництво — 11,3 %.